# Aukje van Seijst
Aukje van Seijst (Amsterdam, 10 december 2000) is een voormalig Nederlands profvoetbalster. In 2022 kwam ze als keeper voor KRC Genk uit in de Belgische Super League.

## Clubcarrière
Van Seijst begon in 2014 bij CTO Amsterdam in het opleidingstraject van Ajax. In de zomer van 2018 tekent van Seijst een contract bij Ajax. Voor seizoen 2018–19 was zij voor Ajax derde keepster en speelde ze in het Talenten Team. In 2019 tekende ze een contract bij VV Alkmaar, waar ze meer speelminuten in de Eredivisie Vrouwen kon maken.
In 2021 vertrok Van Seijst naar België om voor KRC Genk te gaan keepen. Hier hervond Van Seijst het geluk in voetbal.
Op 15 mei 2023 kondigde Van Seijst aan te gaan stoppen met voetballen na het seizoen 2022/23. Dit deed ze om zich meer te kunnen richten op haar familie, vrienden en maatschappelijke carrière. 

## Statistieken
| Seizoen | Club       | Land      | Competitie         | Wedstrijden | Doelpunten |
| ------- | ---------- | --------- | ------------------ | ----------- | ---------- |
| 2018/19 | Ajax       | Nederland | Eredivisie         | 0           | ––         |
| 2019/20 | VV Alkmaar | Nederland | Eredivisie         | 12          | ––         |
| 2020/21 | VV Alkmaar | Nederland | Vrouwen Eredivisie | 0           | 0          |
| 2021/22 | KRC Genk   | België    | Super League       | –           | –          |
| Totaal  | Totaal     | Totaal    | Totaal             | 12          | –          |

Laatste update: april 2021

## Interlands
Van Seijst speelde achtereenvolgens in Oranje O15, O16, O17 en O19.